# Esmeralda Nieuwendorp
Esmeralda Nieuwendorp (29 januari 1987) is een Nederlands korte- en langebaanschaatsster.

## Records

### Persoonlijke records[2]
| Afstand    | Tijd    | Datum            | Baan       |
| ---------- | ------- | ---------------- | ---------- |
| 500 meter  | 40,05   | 5 november 2010  | Heerenveen |
| 1000 meter | 1.20,75 | 27 december 2010 | Heerenveen |
| 1500 meter | 2.07,80 | 3 maart 2007     | Heerenveen |
| 3000 meter | 4.35,00 | 14 maart 2008    | Heerenveen |
| 5000 meter | 8.24,72 | 13 februari 2011 | Groningen  |